# MÁV Cmot 250
A ČSD M 242.0 sorozat egy kéttengelyes fő- és mellékvonali dízelvillamos motorkocsisorozat volt a Csehszlovák Államvasutaknál (ČSD). A sorozatból egy példány 1938-ban MÁV állományba került, ahol Cmot 250 pályaszámot kapott.

## Története
A Tatra kéttengelyes toronymotorkocsik sikere után a ČKD Prágában is kifejlesztett a ČSD számára megfelelő motorkocsit. A jármű felépítése hasonló volt a Skoda Plzenbem 1932-ben gyártott M 222.0 sorozatú motorkocsijaihoz. 1933-tól 1940-ig 68 motorkocsi készült 7 sorozatban belőlük.
A sorozatból csak néhány jármű élte túl a második világháborút. Az új M 131.1 sorozatú motorkocsik üzembeállításával fokozatosan feleslegessé váltak, s 1958-ig valamennyit selejtezték. A sorozatból egyetlen járművet sem őriztek meg az utókornak.
A MÁV állományába a második világháborús események kapcsán került egy darab a sorozatból, ahol először eredeti pályaszámaikkal, majd később Cmot 250 pályaszámmal közlekedett.

## Műszaki adatok

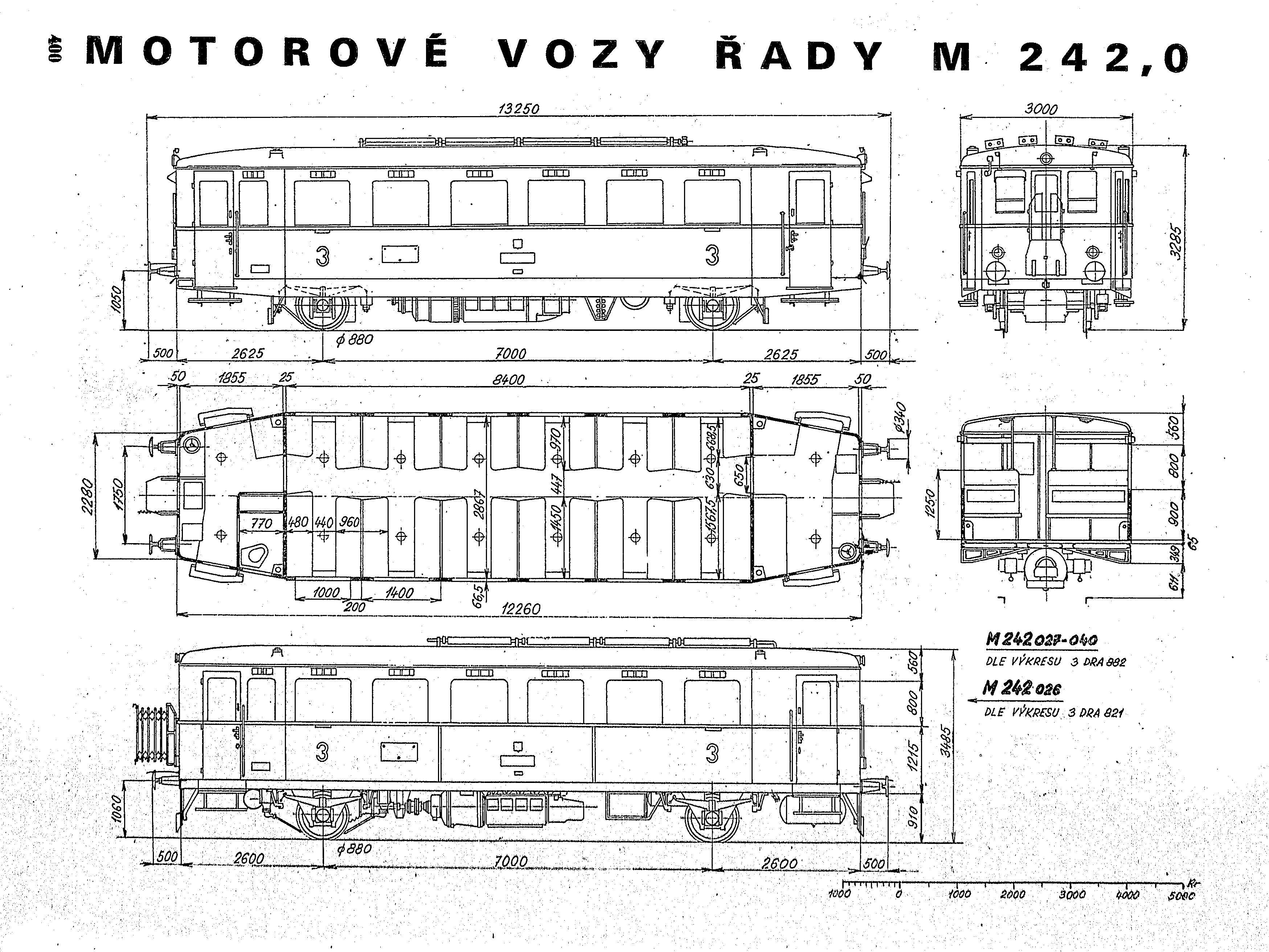
M 242.0 negyedik gyártási sorozat (027 bis 040) jellegrajza Forrás: Zeleznicar 1971

A motorkocsi erőforrása a padló alatt elhelyezett ČKD nyolchengeres boxer dízelmotor volt.
A motor teljesítménye villanymotorok útján hajtotta a jármű kerekeit. A táblázatban lévő műszaki adatok a 4. sorozatú, 1936-os (27 – 40 számú) motorkocsik adatai. Összehasonlítva az egyes sorozatokat, számos eltérést találhatunk. Pl. az első sorozat motorteljesítménye 130 LE volt, ezt később 150, majd 160, 180 végül 200 LE-re emelték.
Az első sorozat kocsiszekrénye megegyezett a ČSD-M 232,1 sorozatéval és a tengelytávolsága 6,2  m volt. A vezetőfülkeoldali kiugrás miatti tengelytávnövekedés 7 m-re csak a második sorozattól jelentkezett.
A legnagyobb változás az M 242 026 pályaszámú motorkocsinál volt. Ez dízelhidraulikus rendszer volt Lysholm-Smith rendszerű kuplunggal. Az indulás hidrodinamikus kuplunggal történt. Egy bizonyos sebesség elérése után a mozdonyvezető egy közvetlen mechanikus fokozatot kapcsolt be, így mechanikai kapcsolat jött létre a motor és a tengely között.

## Fordítás
- Ez a szócikk részben vagy egészben  a(z)   ČSD-Baureihe M 242.0 című német Wikipédia-szócikk fordításán alapul.  Az eredeti cikk szerkesztőit annak laptörténete sorolja fel. Ez a jelzés csupán a megfogalmazás eredetét és a szerzői jogokat jelzi, nem szolgál a cikkben szereplő információk forrásmegjelöléseként.